# 史蒂芬·库克
史蒂芬·亞瑟·库克（英語：Stephen Arthur Cook，1939年12月14日—）是一名美國計算機科學家，計算複雜性理論的重要研究者。
1971年，在他的論文《定理證明程式的複雜性》（The Complexity of Theorem Proving Procedures），他整理了NP完備性的目標，亦產生了库克定理——布爾可滿足性問題是NP完備的證明。
1982年，库克获得图灵奖。因為其論文開啟了NP完備性的研究，令這個领域於之後的十年成為計算機科學中最活躍和重要的研究。
库克現為多倫多大學的計算機科學和數學系教授。

## 外部連結
- （英文） 古克的網站（页面存档备份，存于）